# Rhynchosia galpinii
Rhynchosia galpinii är en ärtväxtart som beskrevs av Baker f. Rhynchosia galpinii ingår i släktet Rhynchosia och familjen ärtväxter. Inga underarter finns listade i Catalogue of Life.